# Dunkler Fruchtvampir
Der Dunkle Fruchtvampir (Artibeus obscurus) ist eine Fledermausart aus der Familie der Blattnasen (Phyllostomidae), welche in Südamerika beheimatet ist.

## Beschreibung
Der Dunkle Fruchtvampir ist in ihrer Größe und Erscheinung der Jamaika-Fruchtfledermaus (Artibeus jamaicensis) ähnlich, kommt jedoch nicht im selben Gebiet vor. Das Durchschnittsgewicht beträgt 35 g, die Gesamtlänge 80 mm. Die Weibchen sind etwas größer als die Männchen (sexueller Dimorphismus). Artibeus obscurus ist dunkler und hat längeres Fell als Artibeus jamaicensis, die Fellfarbe variiert von schwarz-braun bis dunkelbraun, mit einer helleren Bauchregion. Das Nasenblatt ist lang und breit, die Unterarme sind behaart, Gesichtsstreifen sind nur schwach oder gar nicht vorhanden.

## Lebensweise
Der Dunkle Fruchtvampir kommt in einer Vielzahl von Habitaten vor, vom tropischen Regenwald des Amazonasbeckens bis zu den Savannenlandschaften im Osten Boliviens, sowie in Gärten und Plantagen. Tagsüber schlafen die Tiere einzeln oder in kleinen Gruppen unter Blättern, die im Gegensatz zu anderen Arten der Eigentlichen Fruchtvampire nicht modifiziert werden. Der Dunkle Fruchtvampir ist ein Früchtefresser. Trächtige und säugende Weibchen besuchen im Amazonasbecken häufig Mineralleckstellen, wahrscheinlich um über die Aufnahme von Mineralien schädliche sekundäre Pflanzenstoffe abzupuffern.
Die Paarung findet zwischen September und November statt. Tragende und säugende Weibchen wurden in verschiedenen Regionen zu unterschiedlichen Zeitpunkten gefangen, weswegen keine genaue Aussage über die Tragezeit gemacht werden kann.

## Verbreitung und Lebensraum

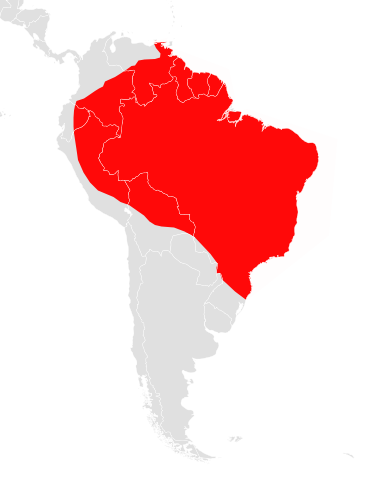
Verbreitungsgebiet des Dunklen Fruchtvampirs

Der Dunkle Fruchtvampir ist im Amazonasbecken, sowie in angrenzenden Habitaten von Venezuela über Kolumbien, Ecuador, Peru, Bolivien bis in den Süden Brasiliens. Ihr Bestand wird von der IUCN dank der weiten Verbreitung als ungefährdet eingestuft.

## Weblink
- Foto eines Artibeus obscurus